# کریم یودا
کریم یودا (انگلیسی: Karim Yoda؛ زادهٔ ۲۵ اکتبر ۱۹۸۸) بازیکن فوتبال اهل فرانسه است.
از باشگاه‌هایی که در آن بازی کرده‌است می‌توان به باشگاه فوتبال ختافه، باشگاه فوتبال سیون، باشگاه فوتبال سروت ۱۸۹۰، و باشگاه فوتبال آسترا جورجو اشاره کرد.